# Prilipje
Prilipje – wieś w Chorwacji, w żupanii zagrzebskiej, w mieście Jastrebarsko. W 2011 roku liczyła 225 mieszkańców.